# 大阪府立金岡高等学校
大阪府立金岡高等学校（おおさかふりつ　かなおか　こうとうがっこう、英: Osaka Prefectural Kanaoka High School）は、大阪府堺市北区にある公立の高等学校。

## 概要
1974年に開校した。堺市北区にある唯一の高校。
学校の名称は、学校所在地近辺にゆかりのある巨勢金岡の名に直接の由来がある。なお、地域にある神社・金岡神社や地域一帯の地名・金岡町（堺市編入前の南河内郡金岡村大字金田）も、巨勢金岡からとられたものである。通称・略称は「金高（カナコウ）」。
創立30周年を記念して、「金・岡」の二文字が読み込まれた与謝野晶子の歌碑が、正門横に設置された。創立当初に製作された校歌に加えて、卒業生が作詞・作曲を担当した「いつまでも青空」を、全校生徒に歌い継がれていく愛唱歌としている。
教育課程は全日制課程で、開校時から普通科。また、2003年から2学期制を導入していたが、2009年以降3学期制に戻している。

## 沿革

### 年表
- 1973年3月24日 - 大阪府立第93高等学校 設立が大阪府議会で議決。
- 1974年4月1日 - 大阪府教育委員会事務局の設立準備室で開校準備事務を開始
- 1974年1月1日 - 大阪府立金岡高等学校設置。
- 1974年4月1日 = 開校
- 2003年 - 前期・後期の2学期制に学期を改編。
- 2004年 - 新入生から週1回7時間目の授業を設定し、授業内容の充実を図る
- 2006年 - 自習室を設置して開放
- 2009年 - 3学期制に再び改編となる

（年表の主な出典は公式サイトの沿革のページ）

## 交通
- 南海高野線 初芝駅より北へ約1.5km（徒歩で約20分）
- 南海高野線・泉北線・Osaka Metro御堂筋線 中百舌鳥駅より東へ約2km（徒歩で約30分）

## 出身者
- 笑福亭福輔 - 落語家（1980年卒/4期生）
- シャンプーハットてつじ - 漫才師（1994年卒/18期生）
- R-指定[2] - ラッパー／Creepy Nuts
- 杉山佐智雄 - プロゴルファー
- 土井崇司[要出典] - 東海大学付属仰星高等学校ラグビー部監督、東海大学付属相模高等学校校長

### 学校関係者
- 和栗隆史 - 放送作家、第13代校長（在任2014年4月～2017年3月）